# Lee Moon-sae
Lee Moon-sae (Hangul: 이문세; nascido em 17 de janeiro de 1959) é um cantor e compositor sul-coreano. Ele conquistou proeminência no cenário musical durante a década de 80 como um cantor do gênero balada, sendo considerado um dos pioneiros do movimento na Coreia do Sul.